# Fortifications celtes
Dans l’espace géographique des Celtes de la Protohistoire et de l'Antiquité, il existe différents types de fortifications ou d'habitats fortifiés.

## Broch
Un broch est une fortification construite à la fin de l'Âge du fer (100 av. J.-C. à 300 ans[1]) que l'on trouve en grand nombre dans le Nord de l'Écosse,

## Castellum
Le mot latin castellum (au pluriel castella), diminutif de castrum désigne dans l'antiquité romaine deux types de construction  : le castellum militaire est un fortin, le castellum divisorium est un ouvrage (château d'eau) qui recevait l'eau en provenance de l'aqueduc romain et qui la répartissait entre les différentes conduites de distribution. 

## Castro
Un castro est une fortification résidentielle associée à l’âge du fer de la péninsule ibérique

## Crannog
Un crannog est le nom donné en Écosse et en Irlande à une île naturelle ou artificielle utilisée pour l’habitation

## Dun
Dun est un toponyme celtique, dont la version gauloise dunon a été latinisée en dunum, qui signifie « forteresse » et secondairement « colline ». 
On le rencontre fréquemment dans les textes relatifs à la mythologie celtique, notamment pour désigner la résidence de dieux ou de héros. Dans la topographie, on le trouve par exemple en Irlande (Dun Aengus), mais aussi en France, dans le nom de nombreuses villes (Châteaudun, Issoudun, Loudun, Lugdunum dans l’Antiquité qui a donné Lyon, Meudon, Verdun). En Écosse, il est utilisé pour désigner de petits bastions, enclaves ou rotondes de pierre comme sous-groupe des oppida. À certains endroits ils semblent avoir été bâtis sur des crags ou des buttes propices, en particulier au sud du Firth of Clyde et du Firth of Forth.

## Hillfort
Bibliographie :
- Mortimer Wheeler, Hill Forts of Northern France, Londres, 1957

## Oppidum
Les oppida sont caractérisés avant tout par la monumentalité de leur appareil défensif, qui n’est pas exempte d’une fonction symbolique. Les remparts associent en général un parement extérieur de pierre, une armature interne de bois et un remblai de pierres et de terre.
C’est ce que Jules César, quand il évoque le siège d’Auaricum, appelle le murus gallicus. On les identifie grâce aux grands clous de fer qui fixaient les poutres à leur croisement (20-30 cm de long). L’armature forme ainsi une série de caissons remplis de terre, qui rendent inutile l’usage du bélier. Le rempart avait donc un noyau d’une épaisseur de quelques mètres (plus de 4 à Manching), qui était recouvert d’un revêtement de pierres taillées (sur 4 à 6 m de hauteur), laissant visibles les extrémités des poutres. Un chemin de ronde courait au sommet du mur et on y accédait par une rampe en terre battue. Cette technique marque l’apogée de la construction d’enceintes dans le monde celtique et on la retrouve dans de nombreux sites, de la Bretagne à la Bavière. L’exemple le plus oriental est Manching en Bavière, tandis qu’en Europe orientale se développe un autre type de construction, qui dérive de types de l’âge du bronze, avec un parement renforcé par des poutres verticales en façade, à 1 à 2 m de distance les unes des autres. Derrière ce front de bois et de pierre, la fortification était formée d’un large remblai de terre et de cailloux. Dans certaines régions, on peut trouver aussi de simples remparts de terre, comme entre la Seine et la Somme. Les dimensions sont à peu près constantes (4 m de haut et 4 m d’épaisseur) ; ils sont couronnés par un parapet et par des ouvrages de bois. Le rempart est en général précédé d’un fossé, large d’une dizaine de mètres et profond de deux mètres environ. Au niveau des entrées, les deux extrémités du rempart se rabattent vers l’intérieur pour former un couloir qui se termine par une porte surmontée par une tour. 
Dans certains cas, la longueur du tracé, sur plusieurs kilomètres, empêche toute défense militaire efficace, mais dans l’ensemble, ces enceintes ont fait leurs preuves et César évoque souvent les difficultés qu’il rencontre face aux fortifications gauloises (cf. le siège d'Alésia). Toutefois, le parement, avec parfois des dalles posées de chant, des blocs taillés etc. comme au Fossé des Pandours manifeste aussi une volonté ostentatoire.

## Ringfort
Les forts circulaires (ringfort) sont des sites fortifiés dont il est généralement admis qu'ils datent de l'âge de fer, des débuts de l'ère chrétienne ou du haut Moyen Âge.